# Виденица
Виденица (до 29 юни 1942 г. Гьоз тепе) е връх в планината Родопи в България. Намира се в близост до селата Чала, Змеица, Буйново и Чавдар. В миналото местните хора от четирите села се събирали на родова среща, събор на ливадите около върха. Тази традиция не се знае, кога е започнала, спазвала се е всяка година напролет. Приключва в началото на комунистическия режим. Височината на върха е 1652 метра, при ясно време, сутрин рано оттам се вижда Бяло море.
Константин Иречек проявява интерес за този връх в Западните Родопи и говори за присъствието на Бесите там. Хронологията на посещението на Виденец говори за големия интерес, а археологическите разкопки дават основание за предположение за прорицалище на бог Дионис. Времето е измило доста от скалните масиви, но са видими скални площадки, стена от сух зид.
Бесите са жречески род от тракийското племе на Сатрите, пазители на Светилището на Дионис, което според античните сведения се е намирало в Родопите. Сатрите, доколкото знам – пише Херодот – „не са били подчинени никога на никого и единствени от траките продължават да са и досега свободни; живеят високо в планините, които са покрити с всякакви гори и сняг, и са отлични воини. Те притежават прорицалището на Дионис, то се намира на висок връх в планината. Измежду сатрите с прорицанията в светилището се занимават бесите; жрица дава предсказания, точно както в Делфи; няма нищо различно“. Римският историк Светоний Транке пише през 1 век пр.н.е. „...Когато Октавиан, бащата на Август, водил войската си някъде из отдалечените части и в Свещената гора на Дионис се допитал до оракула на бога за сина си, било му потвърдено от жреците, че синът му ще бъде господар на целия свят, понеже, след като виното се разляло върху олтара, димът се издигнал нагоре над върха на светилището чак до небето – знамение като това, което получил и самият Александър Велики, когато принасял жертва на същия този олтар“. Макробий пише, че траките почитали Дионис, когото наричали Себадий, на връх Зилмисос в кръгъл храм. Покривът на този храм бил с отвор, откъдето да проникват слънчевите лъчи.

## Археологически проучвания
Светилището на върха на Гьозтепе е изследвано за първо от Стоян Захариев. Той събужда интереса на английския консул в Истанбул, който пристигнал да събере данни за върха от населението, но не се увенчал с голям успех. След него, през 1915 година, пристига и руският консул в Истанбул, но населението отказало съдействие, тъй като било станало много недоверчиво след насилственото покръстване от 1912 година. Светилището е изследвано за първи път по-обстойно от академик Васил Миков през 1927 година, който дава следното описание:
| „ | Това е един самотен връх с кръгла форма, обраснал от северната си страна с борови гори и достъпен от всички страни. На върха се намират следи от голямо градище и селище. На много места, при копане на окопи през Балканската война и при иманярските претърсвания, са намерени основите на градежи, правени от грамадни каменни блокове. Много добре личат останките на крепост, строена с големи каменни блокове без каквато и да е спойка. Също така – основи на постройки, за които нищо положително не може да се каже без предварителни системни разкопки. По повърхността се срещат много глинени фрагменти от съдове, принадлежащи на разни времена. Тук се намират и фрагменти от неолитната и бронзовата епохи, подобни на тези, намерени в Имамова дупка, както и фрагменти от съдове на всички последователни времена. | “ |

Август 2002 – При разкопки в Западните Родопи в района на върха е открита мраморна глава на римската императрица Юлия Паула, съпруга на император Елагабал. Находката е на археолози от експедицията „Родопи 2002 – Храмът на Дионис“ с ръководител д-р Костадин Костов, директор на Археологическия музей в Пловдив.